# 渋沢平九郎
渋沢 平九郎（しぶさわ へいくろう）は、幕末の豪農出身の武士。旗本時代の渋沢栄一の見立養子。幕臣の子として彰義隊・振武軍に参加して飯能戦争を戦ったが、敗北し自害した。
諱は昌忠。兄に尾高惇忠（富岡製糸場の初代工場長となった）と尾高長七郎がいる。渋沢栄一は血縁では従兄に当たり、その他の従兄に渋沢成一郎（喜作）、須永伝蔵、渋沢市郎がいる。栄一は後年、平九郎の供養をたびたび行っており、中の家（渋沢家本家）には、栄一が作らせた平九郎の石碑がある。

## 生涯

### 誕生
弘化4年（1847年）11月7日、武蔵国榛沢郡下手計村（現・埼玉県深谷市下手計）で名主の尾高勝五郎保孝の末子として生まれる。勝五郎には長男・新五郎（惇忠）、長女・みち、次女・こう、次男・長七郎（弘忠）、三女・千代、四女・くにがいた。尾高家は米穀、塩、菜種油などの商売や藍玉の製造販売、養蚕、農業を営んでいた。長男の惇忠は家業のかたわら、自宅に私塾を開き近郷の子弟に学問を教えており、渋沢栄一も門弟の一人であった。
そのような環境の中で、平九郎は幼少期から学問・文芸に親しみ、また10歳で神道無念流を学び始めた。19歳になると剣術を人に教えるまでに上達した。兄・惇忠の『渋沢平九郎昌忠伝』には、平九郎は温厚で沈勇果毅な性格で、所作は美しく色白で背が高く腕力もあると記されている。ちなみに、神道無念流を極めて百姓の出ながら川越藩の剣術師範となり、惇忠や栄一らにも剣術を教えた大川平兵衛の息子の修三に、平九郎の長姉みちが嫁いでおり、修三とみちの子で実業家の大川平三郎に栄一の娘が嫁いでいる。
安政5年（1858年）、平九郎の姉・千代と渋沢栄一が結婚すると、平九郎は栄一と義兄弟となった。

### 尊王攘夷運動の余波
黒船来航から尊王攘夷思想が本格化し始めたころ、水戸学信奉者の惇忠と渋沢成一郎、栄一らは尾高家で、高崎城乗っ取り、横浜外国人居留地焼き討ちの計画を立てた。しかし文久3年（1863年）、京都から帰郷した長七郎に説得され、計画は未遂に終わった。この時、平九郎も参画予定だった。
翌元治元年（1864年）6月5日、惇忠が水戸天狗党との関係を疑われ捕縛されると、家宅捜索を受けた平九郎は一晩拘留、手錠、宿預けとなった。惇忠は6月13日に赦免されている。

### 渋沢栄一の見立養子へ
一方、京都に出奔していた栄一と成一郎は、元治元年2月に一橋慶喜の家臣となり、慶応2年（1866年）、慶喜の将軍就任に伴い幕臣となった。翌慶応3年（1867年）、栄一は将軍の名代としてパリ万博へ出席する慶喜の弟清水昭武の随員として、フランスへ渡航することになる。平九郎の人生は栄一の渡欧によって一変する。
同年正月9日付、栄一が妻・千代に宛てた手紙が残っている。
- 「平九郎事養子のつもりニいたし置候間、左よふ御承知可被成候」
- 「平九郎は江戸え引取候積ニ成一郎様えたのミ置候間、右に御承知可被成候」

10月、栄一の見立養子（相続人）となり、江戸での生活が始まった。しかしその矢先、大政奉還の一報が江戸に届き、平九郎はすぐさま下手計村の惇忠のもとへ行き、相談をもちかけている。続いて12月に王政復古の大号令、翌慶応4年（1868年）1月に鳥羽・伏見の戦い、徳川慶喜追討令と、幕末の動乱に当時数え22歳の平九郎は巻き込まれていった。
慶応4年正月10日付で、平九郎がフランスの栄一に宛てた手紙から、当時の心境を窺い知ることができる。
- 「御国の形成昨孟冬中より追々大変ニ相成、（省略）正月三日京坂の間ニ而薩長士其外と大戦争有之」
- 「上様御事御帰朝ニは不被成候哉 乍恐徳川氏の御大危急と奉存候」

栄一がフランスへ渡航してから約1年の間で様変わりした日本の状況を伝え、今は徳川氏にとっての危険な事態が差し迫っており、早急な徳川昭武の帰朝が必要であると述べている。また、この手紙には平九郎が抱いていた幕臣の子としての覚悟を表している以下の文章がある。
- 「御国事ニ乍恐周旋も被致候」
- 「実ニ臣子の身痛心の至ニ候」

国事周旋に尽力しするとともに、幕臣の子としてこのような状況は心痛の至りであると述べている。

### 彰義隊・振武軍への参加
慶応4年（1868年）2月、徳川慶喜が江戸城を出て寛永寺に蟄居すると、これに不満を抱いた有志たちは慶喜の復権に向けて集議を重ねた。同志の数は膨れ上がり、23日に彰義隊が結成される。頭取は平九郎の従兄・渋沢成一郎である。平九郎は計画段階から参画しており、彰義隊第二青隊伍長に任命された。4月に江戸城が開城し、慶喜が水戸へ退隠すると、平九郎は慶喜の様子を見に行っている。
彰義隊では次第に頭取の渋沢成一郎と副頭取の天野八郎との間で軋轢が生じ、4月28日には平九郎宅が天野八郎派の隊士に取り囲まれる事件が発生した。
閏4月、成一郎は彰義隊と袂を分かち、振武軍を結成する。平九郎は自邸の障子に「楽人之楽者憂人之憂、喰人之食者死人之事 昌忠」と書き残して彰義隊を離脱し、振武軍に加わった。
振武軍は箱根ヶ崎に本営を設置し、隊長は成一郎、中軍の将に惇忠、右軍頭取に平九郎が就任した。
平九郎は各地に赴き情報を集めており、5月15日、平九郎から上野戦争勃発の報告を受けた成一郎は彰義隊の救援を画策するが、時すでに遅く彰義隊の残党とともに本営に引き返している。

### 飯能戦争にて自刃
同月18日、振武軍は飯能に入り、翌日に本営を能仁寺に構えた。一方で新政府軍は残党の掃討命令により、彰義隊を討伐した勢いそのまま飯能まで迫ってきていた。23日の明け方、新政府軍と振武軍の戦いが始まった（飯能戦争）。昼前には振武軍は壊滅し、新政府軍の勝利に終わった。この戦いで、能仁寺ほか3か寺、飯能市街地のほぼ半分が焼失した。
戦いの後、成一郎や惇忠とはぐれた平九郎は、飯能と越生の境にある顔振峠にたどり着いた。峠の茶屋の女主人は、すぐに平九郎が旧幕府軍の隊士であると見抜き、新政府軍の目の届かない秩父へ抜ける道を勧めた。平九郎は百姓に化けるため大刀を預けたが、何か考えがあってのことなのか越生方面へ下りていった。
午後4時頃、黒山村（現・越生町黒山）に下った平九郎は、新政府方の広島藩神機隊四番小隊の藤田高之一隊の斥候と遭遇する。敵方3人に小刀で応戦し、1人の腕を切り落とし、1人にも傷を負わせたが、右肩を斬られ、足には銃弾を受けた。平九郎の気魄に恐れをなした斥候隊の一人が仲間を呼んで戻ってくると、平九郎は川岸の岩に座して観念の自刃を遂げていた。享年22。
平九郎の首は刎ねられ、今市宿（現・越生町市街地）に晒された。一方、骸は黒山村の人々が全洞院（越生町黒山）に埋葬した。住職は白木位牌に「慶應四年戊辰年 五月二十三日 真空 大道即了居士 位」「俗名不知 江戸之御方而候 於黒山村打死」と記した。

## 没後

### 脱走の勇士
黒山の村人たちは、平九郎の壮絶な最期を讃えて「脱走の勇士様」（だっそさま）と呼び、首から上の病に効く神様と崇めた。命日には、墓前にしゃもじを供えて冥福を祈る風習があった。
飯能戦争で敗れた成一郎と惇忠は、吾野を経て上州の伊香保、草津、前橋へと転々としたのち、成一郎は榎本武揚率いる旧幕府軍とともに箱館戦争に参戦し、惇忠は下手計村に帰郷した。惇忠のもとに、飯能戦争で一人の脱走士が入間郡黒山村で勇戦し亡くなったという噂が届いた。7月、惇忠は入間郡黒山村（入間郡越生町大字黒山）に向かい、人々に話を聞いて回り、その勇士が平九郎であると悟った。
平九郎の最期の様子を描いた絵が残っている。明治元年（1869年）5月23日、官軍に召集された安戸村（秩父郡東秩父村安戸）の医者宮崎通泰は、治療に当たった3人の負傷兵から、小刀で彼らに応戦し、最期まで勇ましく戦った脱走兵の話を聴き、その最期を絵にしたためた。十数年後、榛沢郡中瀬村（現・深谷市）の斎藤喜平がこれを見聞きし、惇忠に伝えた。明治23年（1890年）7月、第一国立銀行仙台支店の支配人になっていた惇忠は、絵を所有していた丸橋一之のもとへ出向き、絵に「渋沢平九郎昌忠戦闘之図」と題し、添え書きを記した。

### 遺刀のゆくえ
平九郎の愛刀で現在確認されているのは3振である。
- 勝村徳勝作の大刀
- 勝村徳勝作の小刀
- 月山貞一作の大刀

勝村徳勝の大小は、飯能戦争時に平九郎が佩刀していたとされる。討死の際に佩刀していた小刀は、神機隊の川合鱗三の手で保存され、明治26年（1893年）に栄一のもとへ戻った。茶屋の女主人に託した大刀も栄一のもとへ戻っている。
月山貞一の大刀は、昭和15年（1940年）1月に青森県の佐々木磐夫より渋沢家に送られた。刀身の表に「摂州浪花住月山雲龍子貞一作之 慶応三卯年八月日」、裏には「應渋澤平九郎需」の銘文が刻まれている。

### 「振武軍」の上演
明治44年（1911年）6月、帝国劇場で、平九郎を主人公とした「振武軍」が上演された。塚原蓼州（渋柿園）著の『振武軍』を右田寅彦が脚色し、平九郎役は歌舞伎役者の七代目澤村宗十郎が務めた。栄一は出演した俳優たちに、平九郎の肖像が入った扇子を贈っている。

## 越生と顔振峠に残る平九郎の故跡
明治6年（1873年）8月、渋沢栄一の命により側近の柴崎確次郎（義行）は、平九郎の首と骸を収容し、谷中の渋沢家墓地に改葬した。その後、全洞院に平九郎の墓石が建てられた。
明治32年（1899年）6月、70歳の尾高惇忠と60歳の栄一は、振武軍の本陣が築かれた能仁寺を詣でたのち、越生で1泊した。翌日、2人は渋沢平九郎自決の地と全洞院にある墓を詣でている。
さらに明治45年（1912年）4月、栄一は越生町での講演会の後、平九郎自決の地と墓を詣でている。

### 全洞院（越生町大字黒山）

渋沢平九郎の墓（全洞院）

平九郎の胴体は、黒山村の人々が全洞院（ぜんとういん）に埋葬した。村人たちは名前も分からない隊士の壮絶な最期を讃え、「脱走の勇士様」（だっそ様）と崇めた。
明治6、7年ごろ、渋沢栄一の命により、境内に「澁澤平九郎之墓」が建てられた。

### 法恩寺（越生町大字越生）

渋澤平九郎埋首之碑（法恩寺）

新政府軍によって晒された平九郎の首は、今市村の島野喜兵衛と黒岩村の横田佐兵衛が密かに法恩寺（ほうおんじ）に埋葬した。
昭和39年（1964年）、渋沢元治の題字、山口平八の撰文による「渋澤平九郎埋首之碑」が建立された。

### 渋沢平九郎自決の地（越生町黒山・越生町指定史跡）

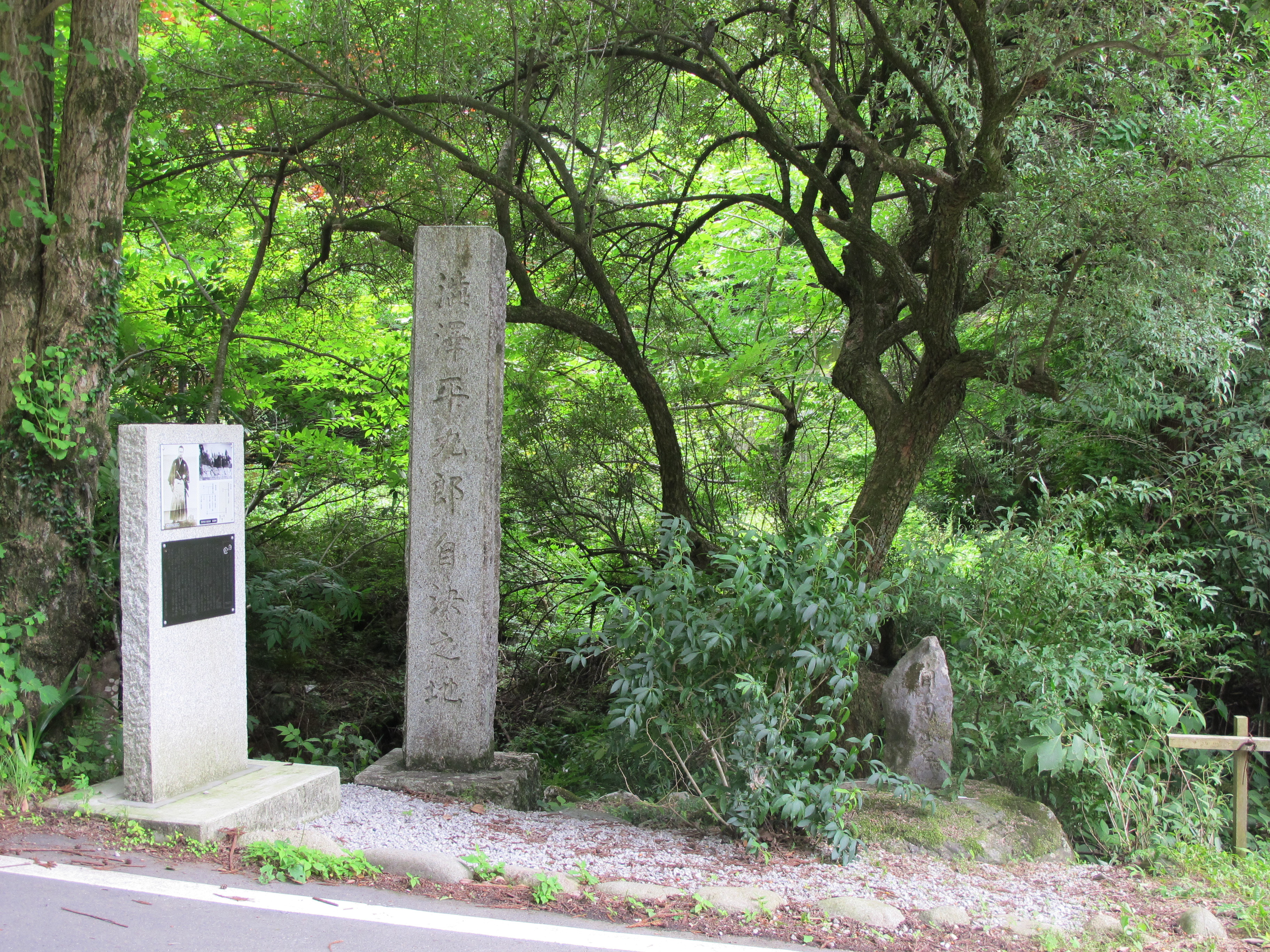
渋沢平九郎自決の地

昭和29年（1954年）、梅園村（現・越生町）と八基村（現・深谷市）の男女青年団により、「澁澤平九郎自決之地」の碑が建立された。表の碑文は、渋沢敬三（栄一の嫡孫）、裏の撰文は山口平八による。
平九郎が座して自刃した岩（自刃岩）の傍らには、平九郎の血の色を宿しているかのように赤い実を結ぶグミの木（平九郎グミ）がある。

### 平九郎茶屋（飯能市長沢）
飯能戦争で敗走した平九郎が立ち寄った茶屋。
この顔振峠には今もなお、秩父方面・越生方面へ向かう旧道が残されている。

## 渋沢平九郎が登場する作品

### テレビドラマ
- 雲を翔びこせ（テレビドラマ、TBS、1978年、演：川崎麻世）
- 雄気堂々（テレビドラマ、城山三郎原作、NHK、1982年、演：田中健）
- 青天を衝け（NHK大河ドラマ、2021年、演：岡田健史）

### 小説
- 渋沢平九郎を主人公にした小説
  - 渋沢華子『彰義隊落華 渋沢平九郎の青春』 国書刊行会 1986年
  - 東郷隆『血痕』(『我餓狼と化す』収録) 実業之日本社文庫、2012年
  - 宮崎三代治『飯能戦争に散った青春像 郷土の志士 渋沢平九郎』まつやま書房、1983年
- その他
  - 穂高健一『二十歳の炎』2014年 日新報道、『広島藩の志士 二十歳の英雄 高間省三物語』 (新版) 南々社 2018年
平九郎と神機隊の戦い、小刀が渋沢栄一に返還される話が書かれている。

### 説経節
- 大野鉄人作詞・若松若太夫「飯能の嵐　渋沢平九郎自刃の段」1937年

### 渋沢平九郎を主人公にした舞台作品
- 振武軍（上述）
- 歌劇 幕臣・渋沢平九郎（渋沢平九郎プロジェクト実行委員会／作曲：西下航平／脚本・作詞：酒井清、磯野隆一、小山充子、齊藤則昭）

## 関連書籍

### 書籍・展示図録
- 荻野勝正『尾高惇忠 富岡製糸場の初代場長』 さきたま出版会 2015年
- 『青淵』公益財団法人 渋沢栄一記念財団
- 渋沢青淵記念財団竜門社『渋沢栄一伝記資料』
- 渋沢史料館『企画展 渋沢栄一渡仏一五〇年 渋沢栄一、パリ万国博覧会へ行く』2017年
- 飯能市郷土館『特別展飯能戦争 飯能炎上 明治維新・激動の6日間』2011年
- 新井慎一『ふるさとの渋沢栄一』 博字堂 2020年